# Contrahistorias
Contrahistorias es una revista mexicana de historia y pensamiento crítico fundada y dirigida por el científico social Carlos Antonio Aguirre Rojas y editada por el Colectivo Contrahistorias. La esencia de su temática es la crítica y el análisis de los hechos y las corrientes historiográficas bajo la mirada de la historia crítica por diversos autores, así como la consignación de las corrientes e hipótesis de vanguardia surgidas en el panorama de la historiografía mundial. Fue fundada en 2003 y actualmente lleva publicados 8 números semestrales que engloban temáticas generales. Varias revistas históricas internacionales como Annales, Quaderni Storici, Review, Workshop y Past and present influyeron e inspiraron su creación al carecer México de una publicación de historia y ciencias sociales que fomente el debate y el análisis de la metodología y teoría de la historia en México. En su comité editorial están incluidos los historiadores y científicos sociales más connotados de la actualidad.
La revista tomó su nombre del término propuesto por Michel Foucault y referente al "discurso de los que no poseen la gloria, o de los que habiéndola perdido se encuentran en la oscuridad y el silencio". 

## Números publicados
- 1. Microhistoria Italiana, con la colaboración y artículo de Carlo Ginzburg, Bolívar Echeverría, Immanuel Wallerstein, Darío G. Barrera, Giovanni Levi, Fernand Braudel e Immanuel Wallerstein.